# Huiwen de Zhao
 (avril 2021).
Si vous disposez d'ouvrages ou d'articles de référence ou si vous connaissez des sites web de qualité traitant du thème abordé ici, merci de compléter l'article en donnant les références utiles à sa vérifiabilité et en les liant à la section « Notes et références ».
Huiwen de Zhao (chinois: 趙惠文王) (né en 310 - mort en 266 av. J.C., règne de 298 – 266 av. J.C.) était un souverain de l'État de Zhao pendant la Période des Royaumes combattants de l'histoire chinoise. Pendant son règne, l'État de Zhao a atteint son apogée, avec des administrateurs et des généraux célèbres tels que Lin Xiangru, Lian Po, Zhao She et Li Mu. Il fut le premier souverain de Zhao à se qualifier de «roi» sans plus tard renverser la décision, et aussi le dernier souverain pendant la période des Royaumes combattants à se déclarer roi. 
Zhao He était à l'origine l'un des plus jeunes fils du roi Wuling; Cependant, puisque le roi Wuling a favorisé la mère de Zhao He, Wu Wa, il a finalement fait l'héritier de Zhao He, tandis que le fils aîné Zhao Zhang a été rétrogradé à Lord Anyang. En 298 av. J.C., Zhao Wuling a abdiqué son trône et Zhao He est devenu roi de Zhao. 
En 295 av. J.C., le seigneur Anyang s'est révolté à Shaqiu. Les forces gouvernementales ont cependant prévalu et Lord Anyang s'est enfui au palais de Zhao Wuling pour sa sécurité. Les généraux Li Dui et Gongzi Cheng ont ainsi commencé à assiéger le palais. En temps voulu, Seigneur Anyang a été livré et tué; cependant, les généraux ne lâchèrent pas le siège et le roi Wuling mourut finalement de faim. 
Le roi Zhao Huiwen est un personnage central dans de nombreuses histoires racontées sur Lin Xiangru. En 283 av. J.C., Zhaoxiang de Qin a étendu une offre (qu'il n'avait aucune intention de respecter) à Zhao qui verrait Qin remettre quinze villes en échange du jade sacré Heshibi. Les actions de Lin Xiangru ont sauvé la face de Zhao et humilié les Qin.
En 279 av. J.C., le roi Zhaoxiang de Qin a invité le roi Huiwen à une réunion à Shengci; une fois sur place, il tenta à nouveau de faire honte au roi Huiwen en ordonnant à ce dernier de jouer de la cithare. Les actions de Lin Xiangru ont de nouveau fait perdre la face au Qin et lui ont valu un grand succès dans toute la Chine. 
En 270 av. J.C., Qin envahit Han et menaça les intérêts cruciaux de Zhao dans le centre de la Chine, en particulier en ce qui concerne la région de Shangdang (aujourd'hui le sud du Shanxi). Le roi Huiwen a envoyé des forces pour intervenir; sous la direction de Zhao She, les forces Qin ont été vaincues. Cette escarmouche mineure a amélioré le prestige de Zhao, mais devait annoncer une plus grande rivalité Zhao-Qin qui se terminerait de manière désastreuse pour le premier à la Bataille de Changping une décennie plus tard.
Le roi Huiwen de Zhao est mort en 266 av. J.C. et a été remplacé par son fils et héritier, le roi Xiaocheng.

## Sources potentielles
- Zhao Guo Shi Gao (Draft History of the Zhao State), Shen Changyun, Zhonghua Book Company, China.
- Shiji, volume 15, volume 43